# Onze-Lieve-Vrouw van Klein-Jeukkapel
De Onze-Lieve-Vrouw van Klein-Jeukkapel is een kapel in Klein-Jeuk in de deelgemeente Jeuk in de Belgische gemeente Gingelom in de provincie Limburg. Ze is gelegen op een kleine verhoging aan de Rampariestraat, de Klein-Jeukstraat en de Albert Moyaertsstraat. Om de kapel lag vroeger het kerkhof.
De kapel is een voormalige parochiekerk en opgedragen aan de Onze-Lieve-Vrouw. Het Onze-Lieve-Vrouwebeeldje in de kapel werd vereerd op 9 september om goede bevallingen af te smeken.

## Opbouw
Het gebouw is thans een zaalkerkje en bestaat uit een romaans eenbeukig schip met drie traveeën en een driezijdig gesloten koor met een recente travee.
Het schip en het koor hebben ieder een eigen zadeldak en het gebouw heeft geen toren. Het gebouw is opgetrokken in baksteen, waarin mergelsteen verwerkt is met een band en voor vensteromlijstingen, en kalksteen voor de omlijsting van de rondboogdeur. Deze deur is voorzien van negblokken. Verder bevinden zich er in de noordgevel en zuidgevel drie dichtgemetste rondboogarcaden onder dichtgemetste bovenvensters. Deze worden verbonden door een band. In de gevel steken nog enige kraagstenen uit die de nokbalken droegen. Het koor heeft een sokkel van baksteen met een afzaat in mergelsteen. Het gebouw heeft drie gotisch verbouwde spitsboogvensters en een geprofileerd rondboogvenster aan de zuidzijde.
Binnen heeft de kapel een houten lambrisering en een gotische triomfboog voorzien van hoekblokken van mergelsteen.

## Geschiedenis
In de 12e eeuw werd het driebeukige romaanse gebouw gebouwd.
In de 16e eeuw werd de ingebouwde gotische westtoren gebouwd.
In 1730 stortte de linker zijbeuk in.
In 1770 werd de rechter zijbeuk gesloopt.
Na 1969 werd het gebouw onoordeelkundig hersteld waarbij het gebouw werd voorzien van een vlakke zoldering, een nieuwe bakstenen voorgevel en kunstleien op het dak van het koor.
In het begin van de 21e eeuw is het kerkje sterk vervallen.